# American University
L'American University (AU) è un'università statunitense privata con sede a Washington, Stati Uniti d'America. ll suo campus principale si estende su 90 acri (36 ettari) su Ward Circle, principalmente nel quartiere di Spring Valley a Northwest DC.
L'AU è stata istituita da un atto del Congresso nel 1893 su sollecitazione del vescovo metodista John Fletcher Hurst, che cercò di creare un'istituzione che promuovesse il servizio pubblico, l'internazionalismo e l'idealismo pragmatico. Sebbene associata alla United Methodist Church, l'affiliazione religiosa non è un criterio per l'ammissione.
L'American University ha otto dipartimenti: la School of International Service, College of Arts and Sciences, Kogod School of Business, School of Communication, School of Professional and Extended Studies, School of Public Affairs, School of Education, e i Washington College of Law (WCL).
Tra alunni, docenti e personale dell'American University figurano due vincitori del Premio Pulitzer, due vincitori del Premio Nobel, un senatore degli Stati Uniti, 25 rappresentanti degli Stati Uniti, 18 ambasciatori degli Stati Uniti e diversi capi di Stato stranieri.
L'American University è una delle prime cinque università che forniscono personale al servizio diplomatico degli Stati Uniti, al Congresso degli Stati Uniti e ad altre agenzie governative.
Oltre ad essere una tra le principali università da cui provengono Fulbright Scholars (12 nel 2017), l'American University vanta di due studenti nominati Truman Scholars nello stesso anno, rendendosi una delle sole sette istituzioni con più di un destinatario di tale borsa di studio.

## Storia
L'università fu fondata nel Distretto di Columbia con un atto del Congresso il 5 dicembre 1892, principalmente grazie agli sforzi del vescovo metodista John Fletcher Hurst, che mirava a creare un'istituzione che potesse formare i futuri dipendenti pubblici.
Nel 2008, 2010, 2012 e 2018, l'American University è stata nominata l'università più politicamente attiva della nazione dal sondaggio annuale sugli studenti universitari di The Princeton Review.
Nel 2017 Sylvia Mathews Burwell, Segretaria del Dipartimento della salute e dei servizi umani degli Stati Uniti sotto l'ex presidente Barack Obama, è stata nominata 15° rettore. È la prima donna a ricoprire tale posizione all'American University.
Nell'ultimo decennio, è stato dimostrato l'impegno dell'università per la responsabilità ambientale. Nel 2010 l'AU ha adottato una politica a zero rifiuti e ha pubblicato il suo primo piano d'azione per il clima, con l'obiettivo di raggiungere la neutralità del carbonio entro il 2020. Nel 2018 l'American University è diventata la prima università degli Stati Uniti a raggiungere la neutralità di anidride carbonica. Nel 2020, poi, ha annunciato di aver eliminato tutti gli investimenti pubblici in combustibili fossili dalla sua dotazione.

## Sport
Gli Eagles, che fanno parte della NCAA Division I, sono affiliati alla Patriot League. La pallavolo, il wrestling e l'hockey su prato sono gli sport principali, le partite interne vengono giocate al Reeves Field e indoor alla Bender Arena.

### Pallacanestro
Gli American Eagles non hanno grande tradizione nella pallacanestro, contano soltanto 3 apparizioni nella post-season (nel 2008, 2009 e 2014) senza mai riuscire a vincere un solo incontro.
L'unico Eagles che è riuscito a raggiungere l'NBA è Kermit Washington, All-Star nel 1980.